# シカゴ・ブリッジ・アンド・アイアン
シカゴ・ブリッジ・アンド・アイアン（Chicago Bridge & Iron Company、シカゴ橋梁鉄工会社）は、オランダの建設会社。略称はCB&I。

## 概要

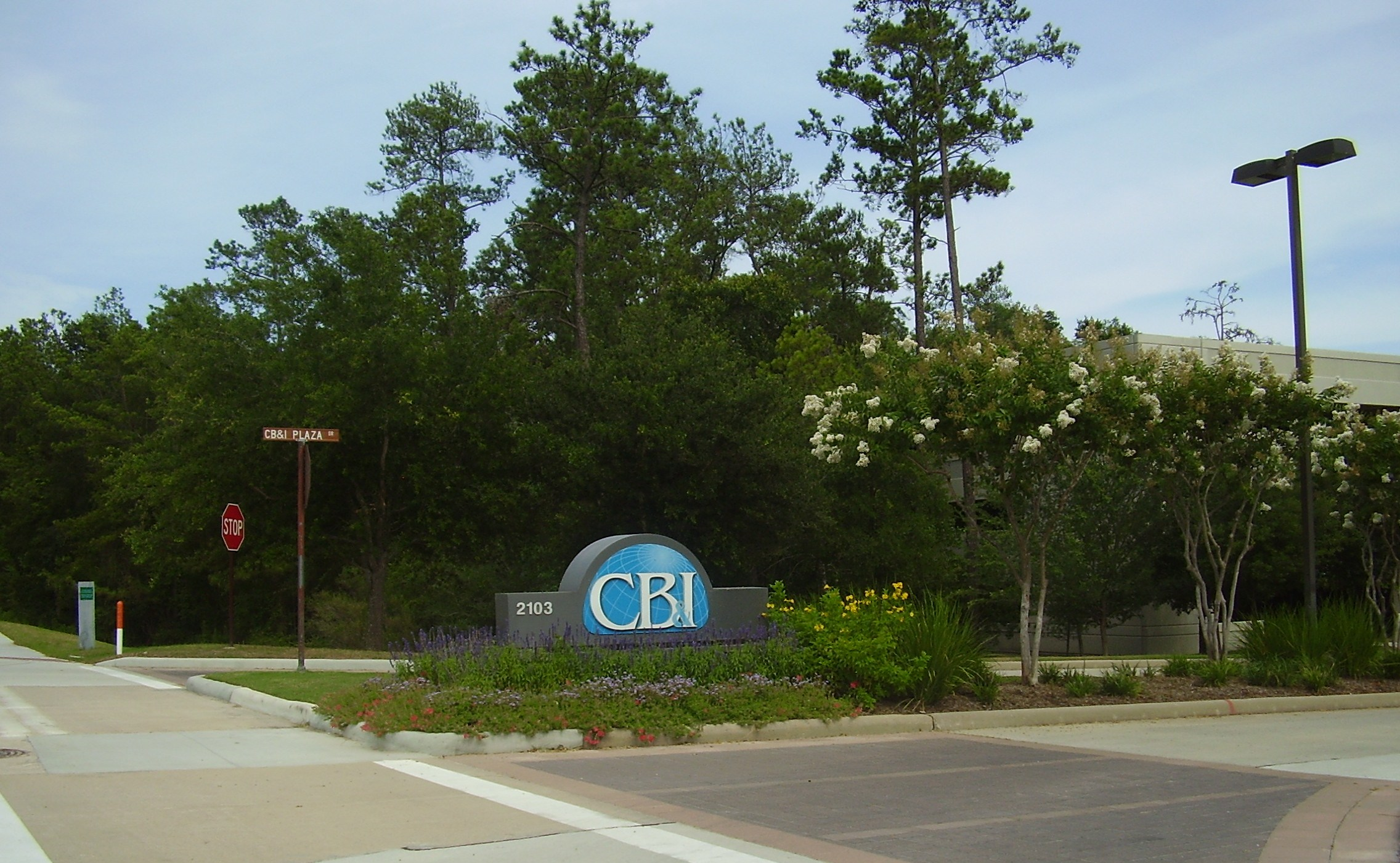
アメリカ合衆国ザ・ウッドランズ (テキサス州)のCB&I管理本部

オランダ・デン・ハーグに本社を置き、建設エンジニアリング業を営む多国籍企業である。
もともとはアメリカ合衆国・シカゴを発祥の地とする。日本では東京都港区愛宕の愛宕グリーンヒルズ24階に事務所がある。